# Кінематограф СРСР

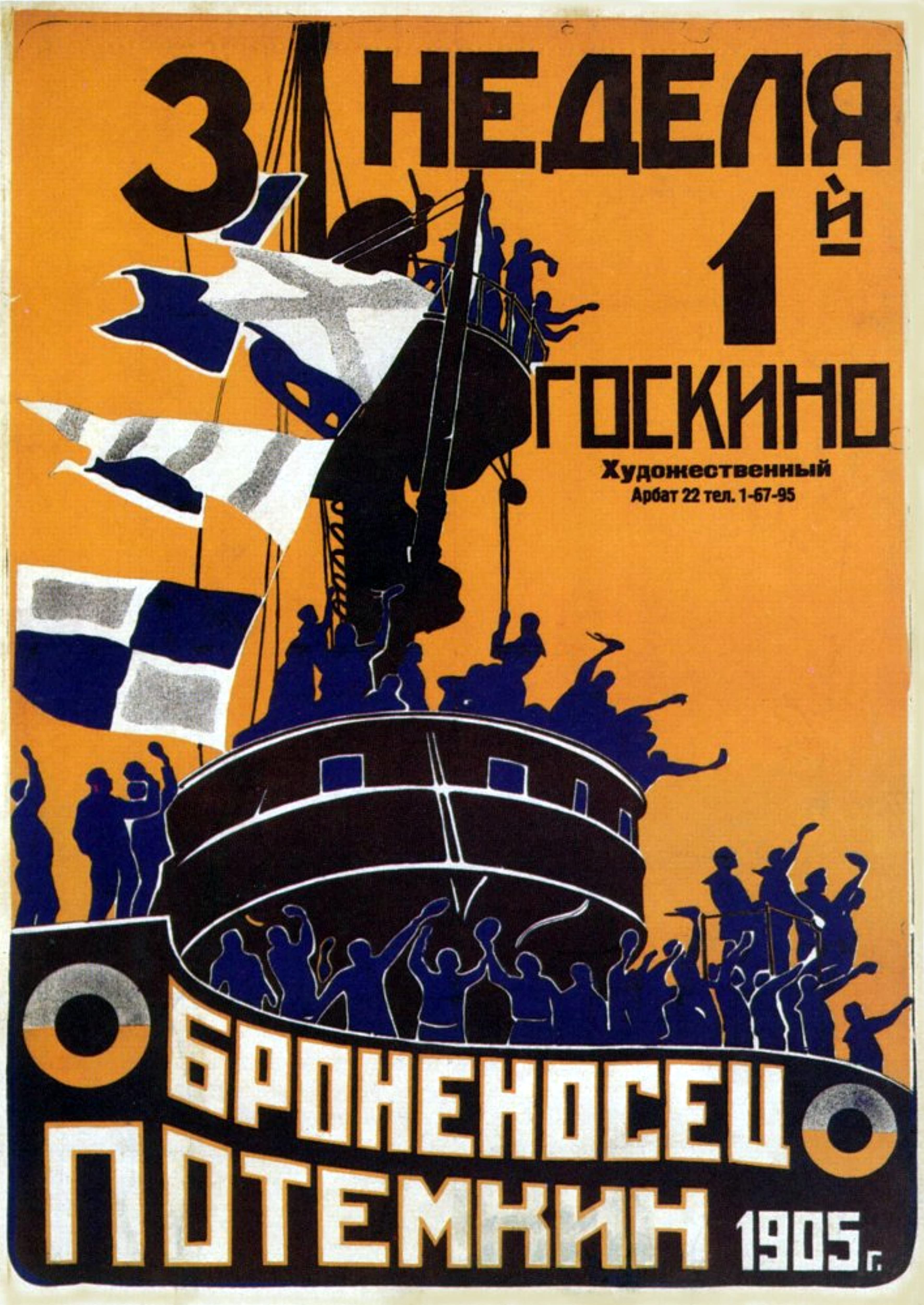
Афіша фільму «Броненосець „Потьомкін“», 1925 р.

Кінемато́граф СРСР — кіномистецтво і кіноіндустрія в СРСР.

## Історія
Офіційна історія радянського кіно почалася 27 серпня 1919 року, коли Раднарком РРФСР прийняв декрет «О переходе фотографической и кинематографической торговли и промышленности в ведение Народного комиссариата по просвещению», згодом цей день став відзначатися як «День кіно».

### Кінокомпанії
Єдина загальнонаціональна кінокомпанія в СРСР — Державний комітет СРСР з кінематографії (Держкіно СРСР), мала кілька виробничих одиниць («студій»).